# HeHalutz

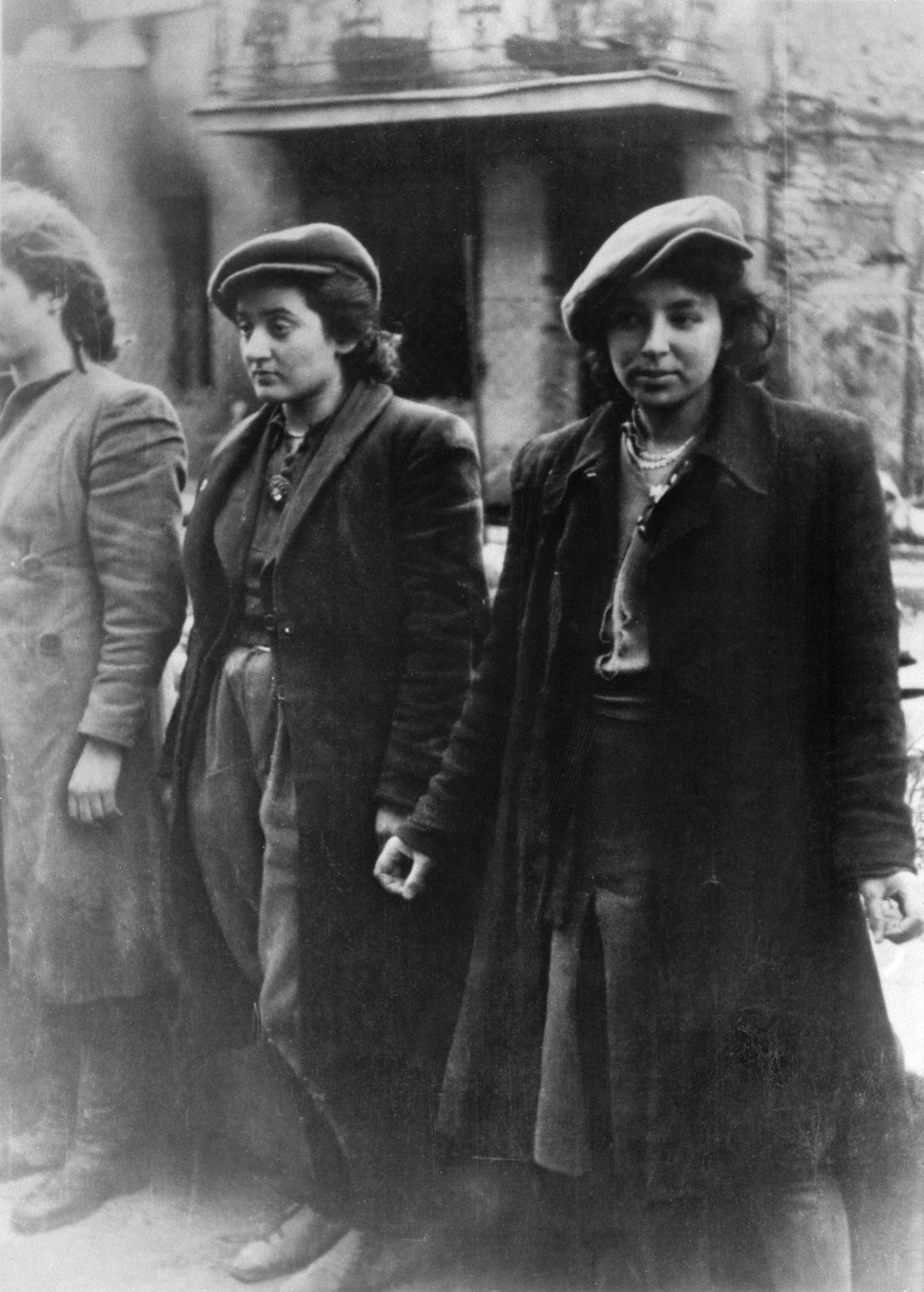
Luchadoras de HeHalutz capturadas durante el levantamiento del Gueto de Varsovia.

HeHalutz (en hebreo: החלוץ) fue un movimiento juvenil sionista que entrenaba a los jóvenes emigrantes para establecer asentamientos agrícolas en el Mandato Británico de Palestina. HeHalutz se convirtió en una organización paraguas de los movimientos juveniles sionistas.

## Historia

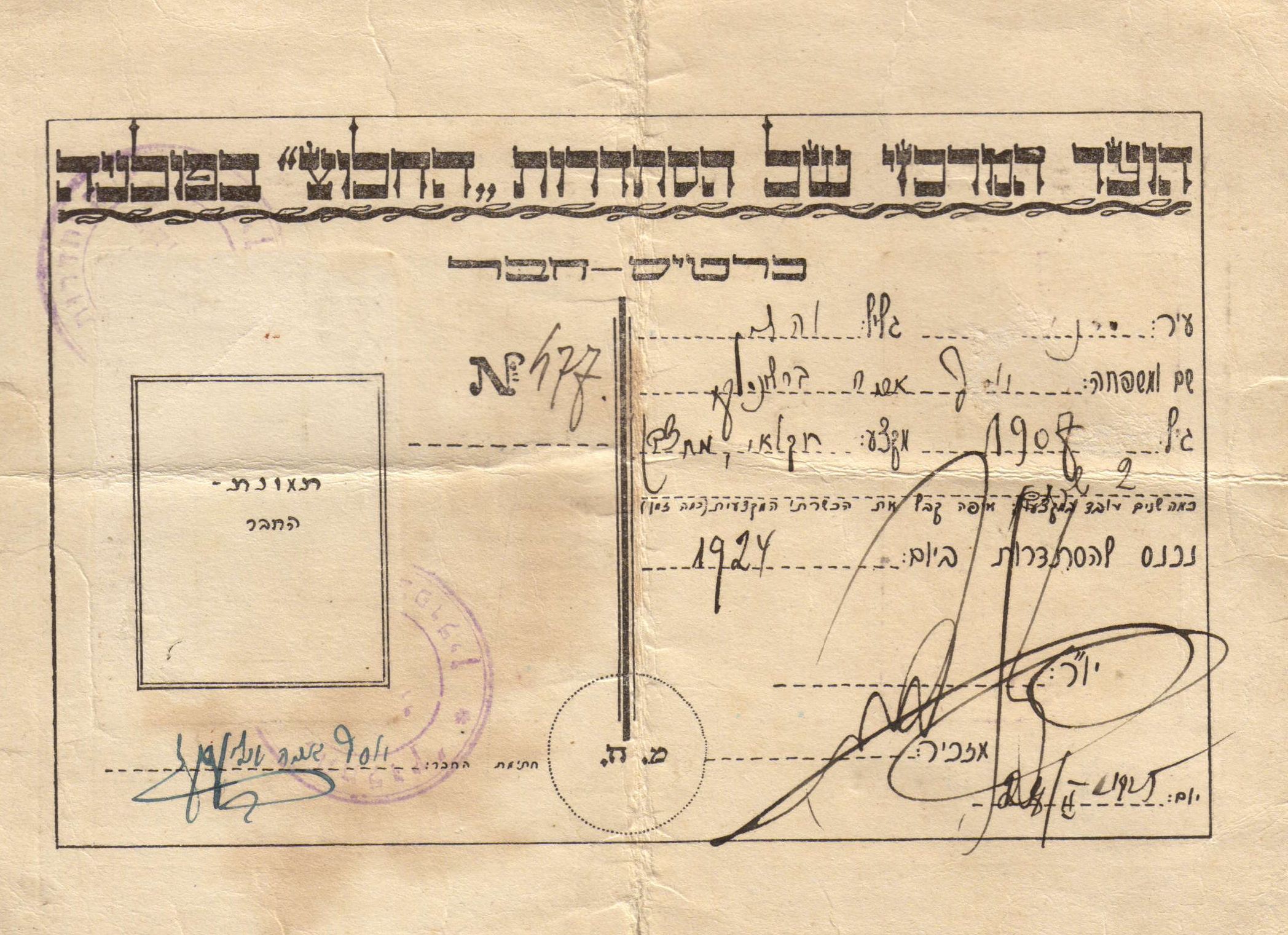
Tarjeta de pertenencia a HeHalutz, Polonia, 1924.

La sección de HeHalutz en América fue fundada por Eliezer Joffe en 1905, y aproximadamente al mismo tiempo la rama europea de HeHalutz se fundó en Rusia.
Durante la Primera Guerra Mundial, se abrieron más secciones de HeHalutz en Europa (incluida Rusia), América y Canadá. Los líderes de la organización incluyeron a Yitzhak Ben-Zvi (más tarde el segundo Presidente de Israel), y David Ben-Gurión (más tarde el Primer ministro de Israel) y Joseph Trumpeldor.
Ben-Gurion vivía en Jerusalén al comienzo de la Primera Guerra Mundial, donde él y Ben Zvi reclutaron a 40 judíos en una milicia judía para ayudar al Ejército otomano. Ben-Gurion fue deportado a Egipto en marzo de 1915. Desde allí se dirigió a los Estados Unidos, donde permaneció durante tres años. A su llegada, él y Ben Zvi realizaron una gira por 35 ciudades en un intento de crear un ejército de hasta 10.000 hombres para luchar a favor de Turquía.
Después de la Declaración Balfour de noviembre de 1917, la situación cambió dramáticamente y Ben-Gurion, con el interés del sionismo en mente, cambió de bando y se unió a la recién formada Legión Judía del Ejército Británico, partiendo para luchar contra los turcos en Palestina.
Entre los años 1930 y 1935, HeHalutz operó en 25 países de Europa, el norte de África, Medio Oriente y América del Sur. Entre los años 1932 y 1934, Golda Meir, quien luego fue la primera ministra de Israel, fue la secretaria de la sección femenina de HeHalutz en los Estados Unidos.
En 1932, la organización estableció su sede en Nueva York y 20 sucursales en ciudades y pueblos de los Estados Unidos y Canadá. Luego se establecieron granjas para entrenar a los miembros para el trabajo agrícola en Palestina. Dichas granjas operaron en Creamridge, Nueva Jersey, Heightstown, Nueva Jersey, Poughkeepsie, Nueva York, Smithville (Ontario) y Colton (California). 
En 1933, después de que los judíos fueran expulsados de la fuerza de trabajo en la Alemania nazi, las granjas de HeHalutz se convirtieron en el marco principal para la formación profesional y la preparación para la emigración.
En la víspera de la Segunda Guerra Mundial en 1939, HeHalutz contaba con 100.000 miembros en todo el mundo, con aproximadamente 60.000 que ya habían emigrado (habían hecho aliyá) al Mandato Británico de Palestina. HeHalutz tenía 16.000 miembros en centros de entrenamiento para futuros emigrantes que querían irse a vivir a Palestina. Durante la guerra y la ocupación alemana, los judíos de algunos guetos de Europa establecieron unidades HeHalutz.